# Copa del Món de Futbol de 1974
La X Copa del Món de Futbol  es va disputar a la República Federal Alemanya (RFA) l'estiu de 1974. Setze seleccions estatals van participar en el torneig que, com a novetat, va canviar el sistema en la segona fase, on en lloc de realitzar enfrontaments d'eliminació directa entre els 8 equips classificats, van ser dividits en 2 grups de 4. Els guanyadors de cada grup passaven a la final, i els segons, disputaren el partit pel tercer lloc. El partit final enfrontà els Països Baixos i la RFA, i guanyaren els alemanys per 2 a 1.
En aquest torneig es va donar a conèixer al món l'anomenada "Taronja Mecànica", la selecció neerlandesa, el joc de la qual destacava pel seu "futbol total", una tàctica innovadora en la qual tots defensaven i atacaven. L'estrella de l'equip i un dels millors jugadors del campionat va ser Johan Cruyff, que ja jugava al Futbol Club Barcelona, equip al que també va entrenar anys més tard.
En aquesta edició del torneig va aparèixer per primera vegada l'actual versió del Trofeu de la Copa del Món de Futbol, ja que la Copa Jules Rimet havia estat regalada al Brasil en el torneig anterior.

## Antecedents
Adolf Hitler i la seva política geoterritorial a Europa al front del govern d'Alemanya va provocar la Segona Guerra Mundial (1939-1945), que va deixar la mort de milions d'innocents i enormes perdudes materials, de les quals el continent no es recuperaria fins al cap de 20 anys. Tenint en compte això, tot feia pensar que Alemanya trigaria molt de temps en ser seu d'una Copa del Món. Però el president de la FIFA, João Havelange, creia que era injust i exagerat que Alemanya no fóra seu de la Copa del Món als anys 70, ja que la realitat del país i el pensament general dels mateixos alemanys repudiava el passat nazi i desitjava una oportunitat de rescabalar els errors. A més, havien obtingut un títol mundial el 1954, i havien fet molt bon paper en les edicions de 1958, 1966 i 1970.
Alemanya Federal va aconseguir la primera nominació per organitzar la Copa del Món de Futbol al 35è congrés de la FIFA, celebrat a Londres el 6 de juliol de 1966, on també es van assignar les seus dels dos campionats següents: Argentina (1978) i Espanya (1982), que també s'havia presentat com a candidata a l'edició de 1974. Alemanya i Espanya van pactar donar-se suport mutu per aconseguir les nominacions.
Un fet curiós d'aquest mundial va ser la participació de les dues seleccions alemanyes: la de l'Alemanya Federal i la de l'Alemanya Democràtica, que van sorgir el 1948.

## Equips participants
Es van classificar aquestes 16 seleccions. En cursiva, les debutants a la Copa del Món de Futbol.
| Àsia      | Amèrica del Nord, Central i Carib   | Europa |
| --------- | ----------------------------------- | --- |
| —         | Haití                               | Alemanya Oriental · Alemanya Occidental · Bulgària · Escòcia · Itàlia · Iugoslàvia · Països Baixos · Polònia · Suècia |
| Àfrica    | Amèrica del Sud                     | Alemanya Oriental · Alemanya Occidental · Bulgària · Escòcia · Itàlia · Iugoslàvia · Països Baixos · Polònia · Suècia |
| Zaire     | Argentina · Brasil · Uruguai · Xile | Alemanya Oriental · Alemanya Occidental · Bulgària · Escòcia · Itàlia · Iugoslàvia · Països Baixos · Polònia · Suècia |
| Oceania   | Argentina · Brasil · Uruguai · Xile | Alemanya Oriental · Alemanya Occidental · Bulgària · Escòcia · Itàlia · Iugoslàvia · Països Baixos · Polònia · Suècia |
| Austràlia | Argentina · Brasil · Uruguai · Xile | Alemanya Oriental · Alemanya Occidental · Bulgària · Escòcia · Itàlia · Iugoslàvia · Països Baixos · Polònia · Suècia |

## Seus
| MúnicBerlín OccidentalStuttgartGelsenkirchenDüsseldorfFrankfurt del MainHamburgHannoverDortmund |                   |                      |                           |
| MúnicBerlín OccidentalStuttgartGelsenkirchenDüsseldorfFrankfurt del MainHamburgHannoverDortmund | Múnic             | Berlín Occ.          | Hamburg                   |
| ----------------------------------------------------------------------------------------------- | ----------------- | -------------------- | ------------------------- |
| MúnicBerlín OccidentalStuttgartGelsenkirchenDüsseldorfFrankfurt del MainHamburgHannoverDortmund | Olímpic de Múnic  | Olímpic de Berlín    | Volksparkstadion          |
| MúnicBerlín OccidentalStuttgartGelsenkirchenDüsseldorfFrankfurt del MainHamburgHannoverDortmund | Capacitat: 72.000 | Capacitat: 75.000    | Capacitat: 55.000         |
| MúnicBerlín OccidentalStuttgartGelsenkirchenDüsseldorfFrankfurt del MainHamburgHannoverDortmund | Olímpic de Múnic  | Olímpic de Berlín    | Volksparkstadion          |
| MúnicBerlín OccidentalStuttgartGelsenkirchenDüsseldorfFrankfurt del MainHamburgHannoverDortmund | Dortmund          | Düsseldorf           | Gelsenkirchen             |
| MúnicBerlín OccidentalStuttgartGelsenkirchenDüsseldorfFrankfurt del MainHamburgHannoverDortmund | Westfalenstadion  | Rheinstadion         | Parkstadion               |
| MúnicBerlín OccidentalStuttgartGelsenkirchenDüsseldorfFrankfurt del MainHamburgHannoverDortmund | Capacitat: 80.000 | Capacitat: 45.100    | Capacitat: 48.000         |
| MúnicBerlín OccidentalStuttgartGelsenkirchenDüsseldorfFrankfurt del MainHamburgHannoverDortmund | Westfalenstadion  | Rheinstadion         | Parkstadion Gelsenkirchen |
| MúnicBerlín OccidentalStuttgartGelsenkirchenDüsseldorfFrankfurt del MainHamburgHannoverDortmund | Frankfurt         | Hannover             | Stuttgart                 |
| MúnicBerlín OccidentalStuttgartGelsenkirchenDüsseldorfFrankfurt del MainHamburgHannoverDortmund | Waldstadion       | Niedersachsenstadion | Neckarstadion             |
| MúnicBerlín OccidentalStuttgartGelsenkirchenDüsseldorfFrankfurt del MainHamburgHannoverDortmund | Capacitat: 54.000 | Capacitat: 44.000    | Capacitat: 55.000         |
| MúnicBerlín OccidentalStuttgartGelsenkirchenDüsseldorfFrankfurt del MainHamburgHannoverDortmund | Waldstadion       | Niedersachsenstadion | Neckarstadion             |

## Àrbitres
| Àfrica - Mahmoud Mustafa Kamel - Youssou N'Diaye Àsia - Jaffar Namdar - Govindasamy Suppiah Oceania - Tony Boskovic | Amèrica del Nord i Central - Archundia González - Werner Winsemann Amèrica del Sud - Ramon Barreto - Omar Delgado Gómez - Vicente Llobregat - Armando Marques - Luis Pastarino - Edison Peréz-Núñez | Europa - Aurelio Angonese - Dogan Babacan - Bob Davidson - Rudi Glöckner - Pavel Kasakov - Erich Linemayr - Vital Loraux - Károly Palotai - Nicolae Rainea - Pablo Sánchez Ibáñez - Rudolf Scheurer - Gerhard Schulenburg - Jack Taylor - Kurt Tschenscher - Arie Van Gemert - Hans-Joachim Weyland |

## Resultats

### Primera Fase

#### Grup 1
| Pos | Equip               | PJ | PG | PE | PP | GF | GC | DG | Pts | Classificació           |
| --- | ------------------- | -- | -- | -- | -- | -- | -- | -- | --- | ----------------------- |
| 1   | Alemanya Oriental   | 3  | 2  | 1  | 0  | 4  | 1  | +3 | 5   | Avança a la segona fase |
| 2   | Alemanya Occidental | 3  | 2  | 0  | 1  | 4  | 1  | +3 | 4   | Avança a la segona fase |
| 3   | Xile                | 3  | 0  | 2  | 1  | 1  | 2  | −1 | 2   |                         |
| 4   | Austràlia           | 3  | 0  | 1  | 2  | 0  | 5  | −5 | 1   |                         |

| Alemanya Occidental | 1–0     | Xile |
| ------------------- | ------- | ---- |
| Breitner 18'        | Informe |      |

| Alemanya Oriental               | 2–0     | Austràlia |
| ------------------------------- | ------- | --------- |
| Curran 58' (p.p.) · Streich 72' | Informe |           |

| Austràlia | 0–3     | Alemanya Occidental                     |
| --------- | ------- | --------------------------------------- |
|           | Informe | Overath 12' · Cullmann 34' · Müller 53' |

| Xile        | 1–1     | Alemanya Oriental |
| ----------- | ------- | ----------------- |
| Ahumada 69' | Informe | Hoffmann 55'      |

| Austràlia | 0–0     | Xile |
| --------- | ------- | ---- |
|           | Informe |      |

| Alemanya Oriental | 1–0     | Alemanya Occidental |
| ----------------- | ------- | ------------------- |
| Sparwasser 77'    | Informe |                     |

#### Grup 2
| Pos | Equip      | PJ | PG | PE | PP | GF | GC | DG  | Pts | Classificació           |
| --- | ---------- | -- | -- | -- | -- | -- | -- | --- | --- | ----------------------- |
| 1   | Iugoslàvia | 3  | 1  | 2  | 0  | 10 | 1  | +9  | 4   | Avança a la segona fase |
| 2   | Brasil     | 3  | 1  | 2  | 0  | 3  | 0  | +3  | 4   | Avança a la segona fase |
| 3   | Escòcia    | 3  | 1  | 2  | 0  | 3  | 1  | +2  | 4   |                         |
| 4   | Zaire      | 3  | 0  | 0  | 3  | 0  | 14 | −14 | 0   |                         |

| Brasil | 0–0     | Iugoslàvia |
| ------ | ------- | ---------- |
|        | Informe |            |

| Zaire | 0–2     | Escòcia                  |
| ----- | ------- | ------------------------ |
|       | Informe | Lorimer 26' · Jordan 34' |

| Iugoslàvia                                                                                                 | 9–0     | Zaire |
| --- | ------- | ----- |
| Bajević 8', 30', 81' · Džajić 14' · Šurjak 18' · Katalinski 22' · Bogićević 35' · Oblak 61' · Petković 65' | Informe |       |

| Escòcia | 0–0     | Brasil |
| ------- | ------- | ------ |
|         | Informe |        |

| Escòcia    | 1–1     | Iugoslàvia |
| ---------- | ------- | ---------- |
| Jordan 88' | Informe | Karasi 81' |

| Zaire | 0–3     | Brasil                                       |
| ----- | ------- | -------------------------------------------- |
|       | Informe | Jairzinho 12' · Rivelino 66' · Valdomiro 79' |

#### Grup 3
| Pos | Equip         | PJ | PG | PE | PP | GF | GC | DG | Pts | Classificació           |
| --- | ------------- | -- | -- | -- | -- | -- | -- | -- | --- | ----------------------- |
| 1   | Països Baixos | 3  | 2  | 1  | 0  | 6  | 1  | +5 | 5   | Avança a la segona fase |
| 2   | Suècia        | 3  | 1  | 2  | 0  | 3  | 0  | +3 | 4   | Avança a la segona fase |
| 3   | Bulgària      | 3  | 0  | 2  | 1  | 2  | 5  | −3 | 2   |                         |
| 4   | Uruguai       | 3  | 0  | 1  | 2  | 1  | 6  | −5 | 1   |                         |

| Uruguai | 0–2     | Països Baixos |
| ------- | ------- | ------------- |
|         | Informe | Rep 7', 86'   |

| Suècia | 0–0     | Bulgària |
| ------ | ------- | -------- |
|        | Informe |          |

| Bulgària  | 1–1     | Uruguai    |
| --------- | ------- | ---------- |
| Bónev 75' | Informe | Pavoni 87' |

| Països Baixos | 0–0     | Suècia |
| ------------- | ------- | ------ |
|               | Informe |        |

| Bulgària        | 1–4     | Països Baixos                                      |
| --------------- | ------- | -------------------------------------------------- |
| Krol 78' (p.p.) | Informe | Neeskens 5' (p.), 44' (p.) · Rep 71' · de Jong 88' |

| Suècia                          | 3–0     | Uruguai |
| ------------------------------- | ------- | ------- |
| Edström 46', 77' · Sandberg 74' | Informe |         |

#### Grup 4
| Pos | Equip     | PJ | PG | PE | PP | GF | GC | DG  | Pts | Classificació           |
| --- | --------- | -- | -- | -- | -- | -- | -- | --- | --- | ----------------------- |
| 1   | Polònia   | 3  | 3  | 0  | 0  | 12 | 3  | +9  | 6   | Avança a la segona fase |
| 2   | Argentina | 3  | 1  | 1  | 1  | 7  | 5  | +2  | 3   | Avança a la segona fase |
| 3   | Itàlia    | 3  | 1  | 1  | 1  | 5  | 4  | +1  | 3   |                         |
| 4   | Haití     | 3  | 0  | 0  | 3  | 2  | 14 | −12 | 0   |                         |

| Itàlia                                  | 3–1     | Haití     |
| --------------------------------------- | ------- | --------- |
| Rivera 52' · Benetti 66' · Anastasi 79' | Informe | Sanon 46' |

| Polònia                    | 3–2     | Argentina                   |
| -------------------------- | ------- | --------------------------- |
| Lato 7', 62' · Szarmach 8' | Informe | Heredia 60' · Babington 66' |

| Argentina    | 1–1     | Itàlia             |
| ------------ | ------- | ------------------ |
| Houseman 20' | Informe | Perfumo 35' (p.p.) |

| Haití | 0–7     | Polònia                                                         |
| ----- | ------- | --------------------------------------------------------------- |
|       | Informe | Lato 17', 87' · Deyna 18' · Szarmach 30', 34', 50' · Gorgoń 31' |

| Argentina                                   | 4–1     | Haití     |
| ------------------------------------------- | ------- | --------- |
| Yazalde 15', 68' · Houseman 18' · Ayala 55' | Informe | Sanon 63' |

| Polònia                  | 2–1     | Itàlia      |
| ------------------------ | ------- | ----------- |
| Szarmach 38' · Deyna 44' | Informe | Capello 85' |

### Segona Fase

#### Grup A
| Pos | Equip             | PJ | PG | PE | PP | GF | GC | DG | Pts | Classificació                    |
| --- | ----------------- | -- | -- | -- | -- | -- | -- | -- | --- | -------------------------------- |
| 1   | Països Baixos     | 3  | 3  | 0  | 0  | 8  | 0  | +8 | 6   | Avança a la final                |
| 2   | Brasil            | 3  | 2  | 0  | 1  | 3  | 3  | 0  | 4   | Avança al partit pel tercer lloc |
| 3   | Alemanya Oriental | 3  | 0  | 1  | 2  | 1  | 4  | −3 | 1   |                                  |
| 4   | Argentina         | 3  | 0  | 1  | 2  | 2  | 7  | −5 | 1   |                                  |

| Països Baixos                        | 4–0     | Argentina |
| ------------------------------------ | ------- | --------- |
| Cruyff 11', 90' · Krol 25' · Rep 73' | Informe |           |

| Brasil       | 1–0     | Alemanya Oriental |
| ------------ | ------- | ----------------- |
| Rivelino 60' | Informe |                   |

| Argentina    | 1–2     | Brasil                       |
| ------------ | ------- | ---------------------------- |
| Brindisi 35' | Informe | Rivelino 32' · Jairzinho 49' |

| Alemanya Oriental | 0–2     | Països Baixos                 |
| ----------------- | ------- | ----------------------------- |
|                   | Informe | Neeskens 7' · Rensenbrink 59' |

| Argentina    | 1–1     | Alemanya Oriental |
| ------------ | ------- | ----------------- |
| Houseman 20' | Informe | Streich 14'       |

| Països Baixos             | 2–0     | Brasil |
| ------------------------- | ------- | ------ |
| Neeskens 50' · Cruyff 65' | Informe |        |

#### Grup B
| Pos | Equip               | PJ | PG | PE | PP | GF | GC | DG | Pts | Classificació                    |
| --- | ------------------- | -- | -- | -- | -- | -- | -- | -- | --- | -------------------------------- |
| 1   | Alemanya Occidental | 3  | 3  | 0  | 0  | 7  | 2  | +5 | 6   | Avança a la final                |
| 2   | Polònia             | 3  | 2  | 0  | 1  | 3  | 2  | +1 | 4   | Avança al partit pel tercer lloc |
| 3   | Suècia              | 3  | 1  | 0  | 2  | 4  | 6  | −2 | 2   |                                  |
| 4   | Iugoslàvia          | 3  | 0  | 0  | 3  | 2  | 6  | −4 | 0   |                                  |

| Iugoslàvia | 0–2     | Alemanya Occidental       |
| ---------- | ------- | ------------------------- |
|            | Informe | Breitner 39' · Müller 82' |

| Suècia | 0–1     | Polònia  |
| ------ | ------- | -------- |
|        | Informe | Lato 43' |

| Polònia                   | 2–1     | Iugoslàvia |
| ------------------------- | ------- | ---------- |
| Deyna 24' (p.) · Lato 62' | Informe | Karasi 43' |

| Alemanya Occidental                                        | 4–2     | Suècia                     |
| ---------------------------------------------------------- | ------- | -------------------------- |
| Overath 51' · Bonhof 52' · Grabowski 76' · Hoeneß 89' (p.) | Informe | Edström 24' · Sandberg 53' |

| Polònia | 0–1     | Alemanya Occidental |
| ------- | ------- | ------------------- |
|         | Informe | Müller 76'          |

| Suècia                        | 2–1     | Iugoslàvia |
| ----------------------------- | ------- | ---------- |
| Edström 29' · Torstensson 85' | Informe | Šurjak 27' |

### Fase final

#### Partit pel tercer lloc
| Brasil | 0–1     | Polònia  |
| ------ | ------- | -------- |
|        | Informe | Lato 76' |

#### Final
| Països Baixos    | 1–2     | Alemanya Occidental            |
| ---------------- | ------- | ------------------------------ |
| Neeskens 2' (p.) | Informe | Breitner 25' (p.) · Müller 43' |

## Campió
| Guanyador de Copa del Món de Futbol de 1974 |
| ------------------------------------------- |
| · Alemanya Federal · Segon títol            |

## Classificació final
El 1986, la FIFA va publicar un informe que classificava tots els equips de cada Copa del Món fins a la de 1986, basada en l'actuació a la competició, els resultats generals i la qualitat dels contraris (sense comptar els resultats de repetició). El rànquing del torneig de 1974 era el següent:

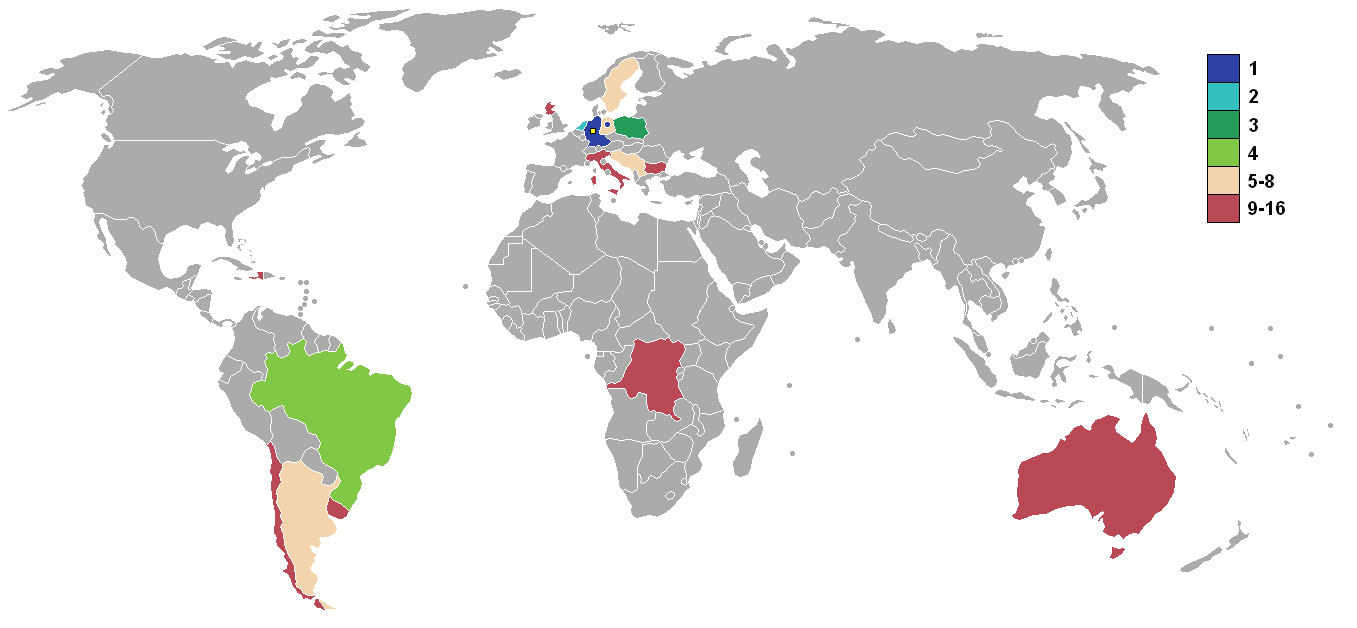
Mapa segons els resultats de 1974

| P                           | Equip               | PJ | PG | PE | PP | GF | GC | DG  | Pts. |
| --------------------------- | ------------------- | -- | -- | -- | -- | -- | -- | --- | ---- |
| 1                           | Alemanya Occidental | 7  | 6  | 0  | 1  | 13 | 4  | +9  | 12   |
| 2                           | Països Baixos       | 7  | 5  | 1  | 1  | 15 | 3  | +12 | 11   |
| 3                           | Polònia             | 7  | 6  | 0  | 1  | 16 | 5  | +11 | 12   |
| 4                           | Brasil              | 7  | 3  | 2  | 2  | 6  | 4  | +2  | 8    |
| Eliminats a la segona fase  |                     |    |    |    |    |    |    |     |      |
| 5                           | Suècia              | 6  | 2  | 2  | 2  | 7  | 6  | +1  | 6    |
| 6                           | Alemanya Oriental   | 6  | 2  | 2  | 2  | 5  | 5  | 0   | 6    |
| 7                           | Iugoslàvia          | 6  | 1  | 2  | 3  | 12 | 7  | +5  | 4    |
| 8                           | Argentina           | 6  | 1  | 2  | 3  | 9  | 12 | −3  | 4    |
| Eliminats a la primera fase |                     |    |    |    |    |    |    |     |      |
| 9                           | Escòcia             | 3  | 1  | 2  | 0  | 3  | 1  | +2  | 4    |
| 10                          | Itàlia              | 3  | 1  | 1  | 1  | 5  | 4  | +1  | 3    |
| 11                          | Xile                | 3  | 0  | 2  | 1  | 1  | 2  | −1  | 2    |
| 12                          | Bulgària            | 3  | 0  | 2  | 1  | 2  | 5  | −3  | 2    |
| 13                          | Uruguai             | 3  | 0  | 1  | 2  | 1  | 6  | −5  | 1    |
| 14                          | Austràlia           | 3  | 0  | 1  | 2  | 0  | 5  | −5  | 1    |
| 15                          | Haití               | 3  | 0  | 0  | 3  | 2  | 14 | −12 | 0    |
| 16                          | Zaire               | 3  | 0  | 0  | 3  | 0  | 14 | −14 | 0    |

## Golejadors
| 7 gols - [[Fitxer:Flag of Poland (1928-1980).svg\|23x15px\|border \|alt=Polònia\|link=Selecció de futbol de Polònia\|{{#if:\|]] Grzegorz Lato 5 gols - [[Fitxer:Flag of the Netherlands.svg\|23x15px\|border \|alt=Països Baixos\|link=Selecció de futbol dels Països Baixos\|{{#if:\|]] Johan Neeskens - [[Fitxer:Flag of Poland (1928-1980).svg\|23x15px\|border \|alt=Polònia\|link=Selecció de futbol de Polònia\|{{#if:\|]] Andrzej Szarmach 4 gols - [[Fitxer:Flag of Germany.svg\|23x15px\|border \|alt=Alemanya\|link=Selecció de futbol d'Alemanya\|{{#if:\|]] Gerd Müller - [[Fitxer:Flag of the Netherlands.svg\|23x15px\|border \|alt=Països Baixos\|link=Selecció de futbol dels Països Baixos\|{{#if:\|]] Johnny Rep - [[Fitxer:Flag of Sweden.svg\|23x15px\|border \|alt=Suècia\|link=Selecció de futbol de Suècia\|{{#if:\|]] Ralf Edström 3 gols - [[Fitxer:Flag of Germany.svg\|23x15px\|border \|alt=Alemanya\|link=Selecció de futbol d'Alemanya\|{{#if:\|]] Paul Breitner - [[Fitxer:Flag of Argentina.svg\|23x15px\|border \|alt=Argentina\|link=Selecció de futbol de l'Argentina\|{{#if:\|]] René Houseman - [[Fitxer:Flag of Brazil (1968-1992).svg\|23x15px\|border \|alt=Brasil\|link=Selecció de futbol del Brasil\|{{#if:\|]] Rivelino - [[Fitxer:Flag of the Netherlands.svg\|23x15px\|border \|alt=Països Baixos\|link=Selecció de futbol dels Països Baixos\|{{#if:\|]] Johan Cruijff - [[Fitxer:Flag of Poland (1928-1980).svg\|23x15px\|border \|alt=Polònia\|link=Selecció de futbol de Polònia\|{{#if:\|]] Kazimierz Deyna - [[Fitxer:Flag of Yugoslavia (1946-1992).svg\|23x15px\|border \|alt=República Federal Socialista de Iugoslàvia\|link=Selecció de futbol de Iugoslàvia\|{{#if:\|]] Dušan Bajević | 2 gols - [[Fitxer:Flag of East Germany.svg\|23x15px\|border \|alt=República Democràtica Alemanya\|link=Selecció de futbol de la República Democràtica Alemanya\|{{#if:\|]] Joachim Streich - [[Fitxer:Flag of Germany.svg\|23x15px\|border \|alt=Alemanya\|link=Selecció de futbol d'Alemanya\|{{#if:\|]] Wolfgang Overath - [[Fitxer:Flag of Argentina.svg\|23x15px\|border \|alt=Argentina\|link=Selecció de futbol de l'Argentina\|{{#if:\|]] Héctor Yazalde - [[Fitxer:Flag of Brazil (1968-1992).svg\|23x15px\|border \|alt=Brasil\|link=Selecció de futbol del Brasil\|{{#if:\|]] Jairzinho - [[Fitxer:Flag of Scotland.svg\|23x15px\|border \|alt=Escòcia\|link=Selecció de futbol d'Escòcia\|{{#if:\|]] Joe Jordan - [[Fitxer:Flag of Haiti (1964-1986).svg\|23x15px\|border \|alt=Haití\|link=Selecció de futbol d'Haití\|{{#if:\|]] Emmanuel Sanon - [[Fitxer:Flag of Yugoslavia (1946-1992).svg\|23x15px\|border \|alt=República Federal Socialista de Iugoslàvia\|link=Selecció de futbol de Iugoslàvia\|{{#if:\|]] Stanislav Karasi - [[Fitxer:Flag of Yugoslavia (1946-1992).svg\|23x15px\|border \|alt=República Federal Socialista de Iugoslàvia\|link=Selecció de futbol de Iugoslàvia\|{{#if:\|]] Ivica Šurjak - [[Fitxer:Flag of Sweden.svg\|23x15px\|border \|alt=Suècia\|link=Selecció de futbol de Suècia\|{{#if:\|]] Roland Sandberg 1 gol - [[Fitxer:Flag of East Germany.svg\|23x15px\|border \|alt=República Democràtica Alemanya\|link=Selecció de futbol de la República Democràtica Alemanya\|{{#if:\|]] Martin Hoffmann - [[Fitxer:Flag of East Germany.svg\|23x15px\|border \|alt=República Democràtica Alemanya\|link=Selecció de futbol de la República Democràtica Alemanya\|{{#if:\|]] Jürgen Sparwasser - [[Fitxer:Flag of Germany.svg\|23x15px\|border \|alt=Alemanya\|link=Selecció de futbol d'Alemanya\|{{#if:\|]] Rainer Bonhof - [[Fitxer:Flag of Germany.svg\|23x15px\|border \|alt=Alemanya\|link=Selecció de futbol d'Alemanya\|{{#if:\|]] Bernhard Cullmann - [[Fitxer:Flag of Germany.svg\|23x15px\|border \|alt=Alemanya\|link=Selecció de futbol d'Alemanya\|{{#if:\|]] Jürgen Grabowski - [[Fitxer:Flag of Germany.svg\|23x15px\|border \|alt=Alemanya\|link=Selecció de futbol d'Alemanya\|{{#if:\|]] Uli Hoeneß - [[Fitxer:Flag of Argentina.svg\|23x15px\|border \|alt=Argentina\|link=Selecció de futbol de l'Argentina\|{{#if:\|]] Rubén Ayala - [[Fitxer:Flag of Argentina.svg\|23x15px\|border \|alt=Argentina\|link=Selecció de futbol de l'Argentina\|{{#if:\|]] Carlos Babington - [[Fitxer:Flag of Argentina.svg\|23x15px\|border \|alt=Argentina\|link=Selecció de futbol de l'Argentina\|{{#if:\|]] Miguel Ángel Brindisi - [[Fitxer:Flag of Argentina.svg\|23x15px\|border \|alt=Argentina\|link=Selecció de futbol de l'Argentina\|{{#if:\|]] Ramón Heredia - [[Fitxer:Flag of Brazil (1968-1992).svg\|23x15px\|border \|alt=Brasil\|link=Selecció de futbol del Brasil\|{{#if:\|]] Valdomiro | - [[Fitxer:Flag of Bulgaria (1971-1990).svg\|23x15px\|border \|alt=Bulgària\|link=Selecció de futbol de Bulgària\|{{#if:\|]] Khristo Bónev - [[Fitxer:Flag of Scotland.svg\|23x15px\|border \|alt=Escòcia\|link=Selecció de futbol d'Escòcia\|{{#if:\|]] Peter Lorimer - [[Fitxer:Flag of Italy (1946-2003).svg\|23x15px\|border \|alt=Itàlia\|link=Selecció de futbol d'Itàlia\|{{#if:\|]] Pietro Anastasi - [[Fitxer:Flag of Italy (1946-2003).svg\|23x15px\|border \|alt=Itàlia\|link=Selecció de futbol d'Itàlia\|{{#if:\|]] Romeo Benetti - [[Fitxer:Flag of Italy (1946-2003).svg\|23x15px\|border \|alt=Itàlia\|link=Selecció de futbol d'Itàlia\|{{#if:\|]] Fabio Capello - [[Fitxer:Flag of Italy (1946-2003).svg\|23x15px\|border \|alt=Itàlia\|link=Selecció de futbol d'Itàlia\|{{#if:\|]] Gianni Rivera - [[Fitxer:Flag of Yugoslavia (1946-1992).svg\|23x15px\|border \|alt=República Federal Socialista de Iugoslàvia\|link=Selecció de futbol de Iugoslàvia\|{{#if:\|]] Vladislav Bogićević - [[Fitxer:Flag of Yugoslavia (1946-1992).svg\|23x15px\|border \|alt=República Federal Socialista de Iugoslàvia\|link=Selecció de futbol de Iugoslàvia\|{{#if:\|]] Dragan Džajić - [[Fitxer:Flag of Yugoslavia (1946-1992).svg\|23x15px\|border \|alt=República Federal Socialista de Iugoslàvia\|link=Selecció de futbol de Iugoslàvia\|{{#if:\|]] Josip Katalinski - [[Fitxer:Flag of Yugoslavia (1946-1992).svg\|23x15px\|border \|alt=República Federal Socialista de Iugoslàvia\|link=Selecció de futbol de Iugoslàvia\|{{#if:\|]] Branko Oblak - [[Fitxer:Flag of Yugoslavia (1946-1992).svg\|23x15px\|border \|alt=República Federal Socialista de Iugoslàvia\|link=Selecció de futbol de Iugoslàvia\|{{#if:\|]] Ilija Petković - [[Fitxer:Flag of the Netherlands.svg\|23x15px\|border \|alt=Països Baixos\|link=Selecció de futbol dels Països Baixos\|{{#if:\|]] Theo de Jong - [[Fitxer:Flag of the Netherlands.svg\|23x15px\|border \|alt=Països Baixos\|link=Selecció de futbol dels Països Baixos\|{{#if:\|]] Ruud Krol - [[Fitxer:Flag of the Netherlands.svg\|23x15px\|border \|alt=Països Baixos\|link=Selecció de futbol dels Països Baixos\|{{#if:\|]] Rob Rensenbrink - [[Fitxer:Flag of Poland (1928-1980).svg\|23x15px\|border \|alt=Polònia\|link=Selecció de futbol de Polònia\|{{#if:\|]] Jerzy Gorgoń - [[Fitxer:Flag of Sweden.svg\|23x15px\|border \|alt=Suècia\|link=Selecció de futbol de Suècia\|{{#if:\|]] Conny Torstensson - [[Fitxer:Flag of Uruguay.svg\|23x15px\|border \|alt=Uruguai\|link=Selecció de futbol de l'Uruguai\|{{#if:\|]] Ricardo Pavoni - [[Fitxer:Flag of Chile.svg\|23x15px\|border \|alt=Xile\|link=Selecció de futbol de Xile\|{{#if:\|]] Sergio Ahumada Gols en pròpia porta - [[Fitxer:Flag of Argentina.svg\|23x15px\|border \|alt=Argentina\|link=Selecció de futbol de l'Argentina\|{{#if:\|]] Roberto Perfumo (per Itàlia) - [[Fitxer:Flag of Australia (converted).svg\|23x15px\|border \|alt=Austràlia\|link=Selecció de futbol d'Austràlia\|{{#if:\|]] Colin Curran (per Alemanya Oriental) - [[Fitxer:Flag of the Netherlands.svg\|23x15px\|border \|alt=Països Baixos\|link=Selecció de futbol dels Països Baixos\|{{#if:\|]] Ruud Krol (per Bulgària) |